# Alberto Etchegaray de la Cerda
Alberto Eduardo Etchegaray de la Cerda (Santiago, 15 de octubre de 1971) es un abogado, académico, consultor y político democratacristiano chileno, ex superintendente de Valores y Seguros de la presidenta Michelle Bachelet.
Es el mayor de los siete hijos del matrimonio formado por el exministro de Vivienda y Urbanismo Alberto Etchegaray Aubry, cercano a la DC, y Beatriz de la Cerda. Está casado con Magdalena Vicuña, con quien tiene cuatro hijos.
Estudió en el Colegio Sagrados Corazones de Manquehue, en la capital chilena. En 1990 ingresó a la carrera de derecho en la Universidad Diego Portales, corporación en la cual llegaría a ser vicepresidente de la Federación de Estudiantes en 1994.
Alcanzó el grado de licenciado en Ciencias Jurídicas y Sociales en 1997. Ese mismo año realizó un diplomado de Habilidades y Gestión de Negocios en la Universidad de Barcelona con una beca de la Fundación Millaje.
Tras obtener en 2001 la Beca Presidente de la República, realizó un máster en el Instituto de Políticas Públicas de la Universidad de Georgetown, en los Estados Unidos.
Fue profesor de Regulación Económica en la Facultad de Derecho de la Universidad Diego Portales; consultor en Estados Unidos del Banco Interamericano de Desarrollo en materias de modernización de la gestión pública (2003-2004) y director de la Fundación Trascender.
En el Gobierno del presidente Ricardo Lagos fue jefe de gabinete de Eduardo Dockendorff, entonces subsecretario del Ministerio Secretaría General de la Presidencia. Luego de una estadía en Estados Unidos, volvió a la misma secretaría como asesor de modernización entre 2004 y 2005. Invitado por Andrés Velasco y Alejandro Foxley, fue coordinador de los equipos programáticos del comando de Michelle Bachelet de cara a las elecciones presidenciales de 2005 y 2006.
En marzo de 2006 fue designado superintendente de Valores y Seguros por la misma Bachelet. Durante su periodo en el cargo se enfocó en la Reforma al Mercado de Capitales II (MKII) y en el perfeccionamiento de los gobiernos corporativos. Además, fiscalizó casos como el de la anómala compra de acciones de LAN por parte del empresario y entonces líder de la centroderecha Sebastián Piñera. El tema motivó incluso una sesión especial en el Congreso. Finalmente, Piñera fue sancionado por UF 19.740 (unos 363 millones de pesos de la época) por no abstenerse de comprar acciones cuando la Ley de Mercado de Valores lo prohibía a las personas que contaran con información privilegiada.
En marzo de 2007 rectificó su declaración patrimonial tras percatarse que en ésta figuraba como abogado, siendo que solamente tenía el grado académico de licenciado en ciencias jurídicas y sociales de la Universidad Diego Portales (tesis y examen de grado aprobados), pero no el título que otorga la Corte Suprema. Aunque para ejercer como superintendente no se exigía dicho título, se generaron críticas desde la oposición. Etchegaray admitió haber cometido un error y aseguró que, al advertirlo, lo corrigió, informando al Ministerio de Hacienda y asumiendo su responsabilidad en forma pública. El 24 de abril decidió renunciar en forma voluntaria, señalando no estar disponible para que "partir de una situación personal, el enorme prestigio de una institución seria, de estricto perfil técnico y profesional, sea puesto en tela de juicio".
Ese mismo año se integró a la Universidad Alberto Hurtado como secretario general y luego al estudio jurídico Avendaño Merino Abogados para brindar asesoría especializada en materias regulatorias, financieras, societarias y de libre competencia.
Juró como abogado a fines de 2008. Desde 2009 fue director de Inbest, organización que representa a la industria financiera de Chile y cuyo objetivo es potenciar el mercado de capitales local y promover las relaciones con inversionistas de todo el mundo.
En 2011, se sumó como director independiente de Board, centro de gobierno corporativo creado conjuntamente por la Universidad Adolfo Ibáñez, la Universidad Diego Portales y Ernst & Young. Ese año también fue elegido presidente del Consejo de Autorregulación de la Asociación de Fondos Mutuos de Chile.